# Kasseler Sport-Verein Hessen Kassel
L'Hessen Kassel è una squadra di calcio tedesca con sede nella città di Kassel, in Assia. Gioca le partite casalinghe nell'Auestadion, e nella stagione 2015-2016 milita nella Regionalliga Südwest, la quarta serie del campionato tedesco di calcio.

## Storia
Storicamente l'Hessen Kassel partecipa a tre edizioni dell'Oberliga Süd, la prima delle quali nella stagione 1953-1954, l'ultima nella conclusiva 1962-1963; milita in questo periodo in squadra Karl-Heinz Metzner, che diviene campione del Mondo in Svizzera pur senza scendere mai in campo.
Nel 1963 nasce in Germania Ovest la Bundesliga, campionato al quale l'Hessen Kassel non riesce però a qualificarsi. La squadra sfiora tuttavia l'accesso al massimo torneo nazionale l'anno successivo: vince la Regionalliga Süd arrivando davanti anche al Bayern Monaco, tuttavia viene successivamente sconfitta nei play-off.
Negli anni a seguire il club rimane in seguito a lungo in seconda divisione, anche quando questa diventa Zweite Bundesliga. Dopo aver trascorso la seconda parte degli anni settanta al terzo livello, il club va nuovamente vicino alla promozione in Bundesliga nel campionato 1984-1985: questo viene infatti terminato col quarto in graduatoria, a pari punti col Saarbrücken invece promosso.
La stagione 1989-1990 è però l'ultima trascorsa al secondo livello, mentre nell'estate del 1998 il club è costretto a ripartire dall'ottavo livello per problemi finanziari.

## Rosa 2016-2017
| N. |                         | Ruolo | Calciatore           |
| -- | ----------------------- | ----- | -------------------- |
| 1  | Polonia (bandiera)      | P     | Piotr Gorczyca       |
| 3  | Germania (bandiera)     | D     | Steffen Friedrich    |
| 4  | Germania (bandiera)     | D     | Tim Welker           |
| 5  | Germania (bandiera)     | D     | Niklas Künzel        |
| 6  | Germania (bandiera)     | C     | Adrian Bravo-Sanchez |
| 7  | Germania (bandiera)     | A     | Sebastian Schmeer    |
| 8  | Germania (bandiera)     | C     | Frederic Brill       |
| 11 | Tagikistan (bandiera)   | A     | Rolf Sattorov        |
| 13 | Kazakistan (bandiera)   | D     | Sergej Schmik        |
| 15 | Kirghizistan (bandiera) | C     | Sergej Evljuskin     |
| 17 | Germania (bandiera)     | D     | Sascha Korb          |

| N. |                       | Ruolo | Calciatore           |
| -- | --------------------- | ----- | -------------------- |
| 18 | Germania (bandiera)   | A     | Fabian Korell        |
| 19 | Germania (bandiera)   | A     | Lucas Albrecht       |
| 20 | Germania (bandiera)   | D     | Tim-Philipp Brandner |
| 21 | Germania (bandiera)   | D     | Henrik Giese         |
| 22 | Germania (bandiera)   | A     | Tobias Damm          |
| 23 | Montenegro (bandiera) | C     | Nedim Pepic          |
| 25 | Germania (bandiera)   | C     | Marco Dawid          |
| 26 | Germania (bandiera)   | C     | Nicolai Lorenzoni    |
| 27 | Germania (bandiera)   | D     | Mounir Boukhoutta    |
| 32 | Germania (bandiera)   | D     | Nael Najjer          |
| 39 | Germania (bandiera)   | P     | Niklas Hartmann      |

## Calciatori
Campioni del mondo:
- Karl-Heinz Metzner (1954)

## Palmarès

### Competizioni nazionali
- Fußball-Regionalliga: 2

1963-1964 (Regionalliga Sud), 2012-2013 (Regionalliga Sud-Ovest)